# Zámecký rybník Vizovice
Zámecký rybník Vizovice je součástí zámeckého parku ve Vizovicích, od toho také jeho název Zámecký. Leží v nadmořské výšce přibližně 296 m n. m. a plocha vody je rozložena na 2409 m2. Rybník vizovického zámeckého parku, se rozléhá na rovném terénu velikosti 8 ha a přiléhá k němu svahovitý útvar, vybudovaný v 1. polovině 19. století.
Zámecký rybník je pod vlastnictvím Vizovického zámku, který jej ale pronajímá místním rybářům za symbolickou cenu (1 Kč ročně). Rybáři na rybníku mohou rybařit a rybník zároveň udržují a starají se o něj. S pracemi kolem rybníka také současně pomáhá správce Zámecké zahrady pan Vilém Kolařík.
Hlavním účelem rybníka tvaru slzy je účel okrasný, ale využívá se také v rybaření a v zimě k bruslení. V nejhlubším místě je rybník hluboký až 3 metry a dnes je napájen kanálem z potoků

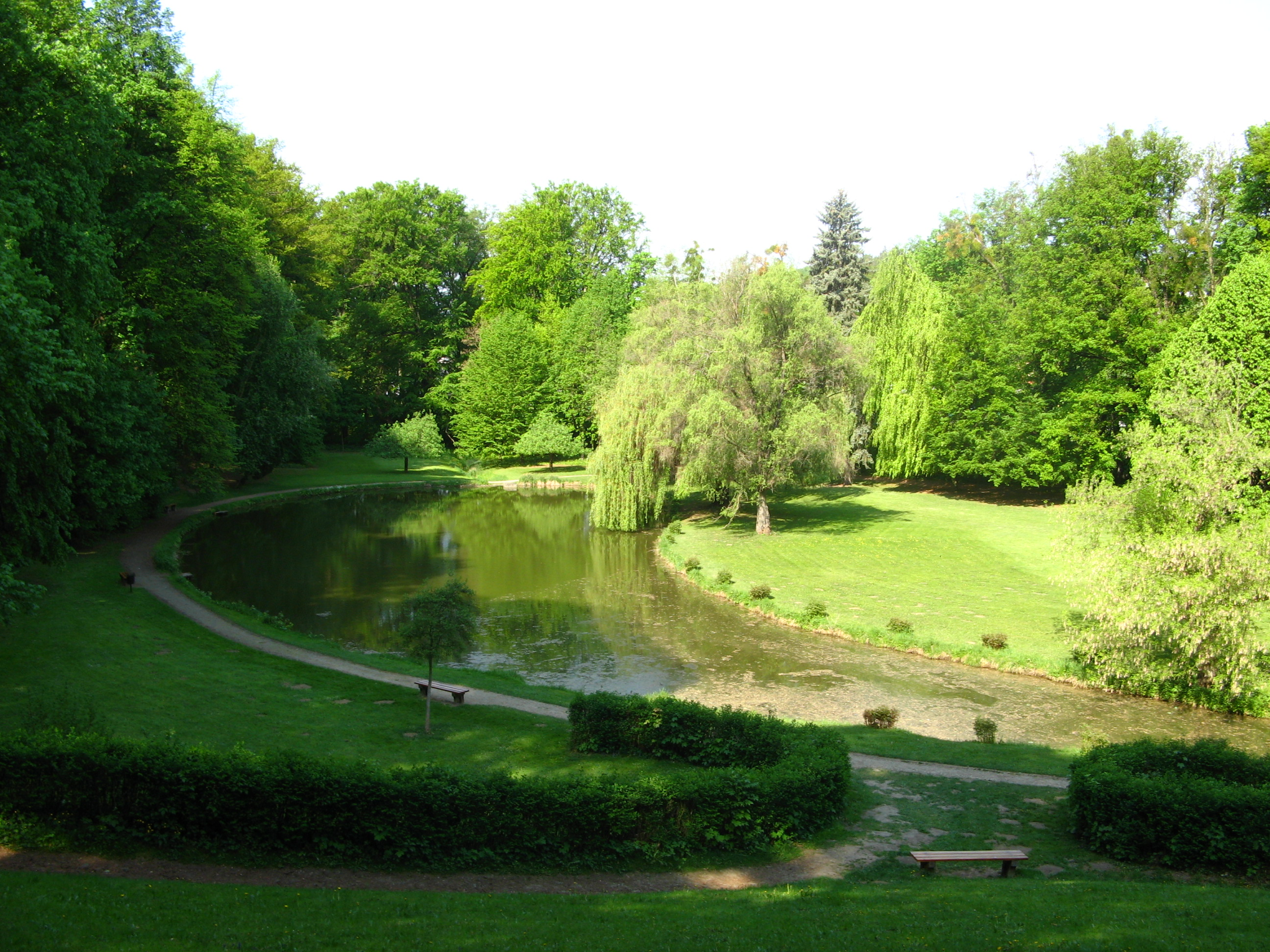
Rybník v zámeckém parku ve Vizovicích

Lutoninkya Bratřejovky.

## Historie

### 19. století
V 19. století bylo přeloženo koryto řeky Lutoninky na hranici bývalé štěpnice a na jeho místě, v Zámecké zahradě ve Vizovicích, byl vybudován rybník, zvaný Zámecký nebo také Vizovický. Jeho výpusť zůstala na hlavní ose a drobný odtokový potůček se na ni při svém vtoku do řeky také vrací.
Neví se přesně, kdy přeložení koryta řeky Lutoninky proběhlo, ale slzovitý tvar rybníka se poprvé objevuje roku 1829 na indikační skice Zámecké zahrady.
V 20. letech 19. století se vizovický Zámecký park nechal upravit na romantistický, přírodně krajinářský park. S největší pravděpodobností dal v tomto stylu zbudovat rybník Filip svobodný pán z Ratenic a Stiellfriedu. Rod Stiellrfiedů v těch letech ve Vizovickém zámku sídlil a jméno Filip, se také objevuje na získané indikační skice Zámecké zahrady.
Indikační skica je plán, který byl navržen a načrtnut do papírové podoby, ale není jisté, zda byl uskutečněn. Je na ní znázorněn rybník slzovitého tvaru ještě se starým náhonem, který měl vést od mostku přes řeku Lutoninku. Dnes je tento náhon veden podzemím pod Vizovicemi až od soutoku potoků Bratřejovky a Lutoninky. Zajímavostí je, že tento nový náhon kopali za první světové války italští zajatci, tedy naši nepřátelé. 

### Dřívější výsadba kolem rybníka
Z původní topolové aleje podél řeky bylo ponecháno pouze několik stromů, které tak tvoří výrazné vertikální dominanty. Jednotlivé druhy dřevin jsou vysázeny po skupinách, aby se zvýraznil jejich efekt. Břeh rybníka byl osázen smutečními vrbami a pobřežními rostlinami, což vytváří iluzi meandru a dodává prostředí na přirozenosti.
Tvůrce využil členitosti terénu Zámecké zahrady, k otevření zajímavých pohledů na louky se solitérními stromy a skupinami keřů. Hlavní vyhlídka na dolní louku s rybníkem je umístěna na konci tvarované aleje a svah pod ní byl osázen růžemi v ornamentálních záhonech.
 

## Rybník v současnosti

### Okolí rybníka (20.–21. stol.)
Svah nad rybníkem už dávno není osázen růžemi. Roste na něm krásně zelený, udržovaný trávník. V zimně jej děti sjíždějí na saních a bobech. V blízkém okolí rybníka bylo pokáceno pár keřů, ale stromy byly ve většině případů ponechány dodnes. Na svém místě zůstal například starý topol u odtokového potůčku. Dominantním prvkem je především náladotvorná vrba na břehu s travnatým paloukem (viz foto). K výsadbě přibyly keře lemující okraje svahu nad rybníkem. Kolem rybníka vede nedlážděná pěšinka, často používaná při procházkách, odpočinout je možno na lavičkách, občas obsazených místními rybáři.

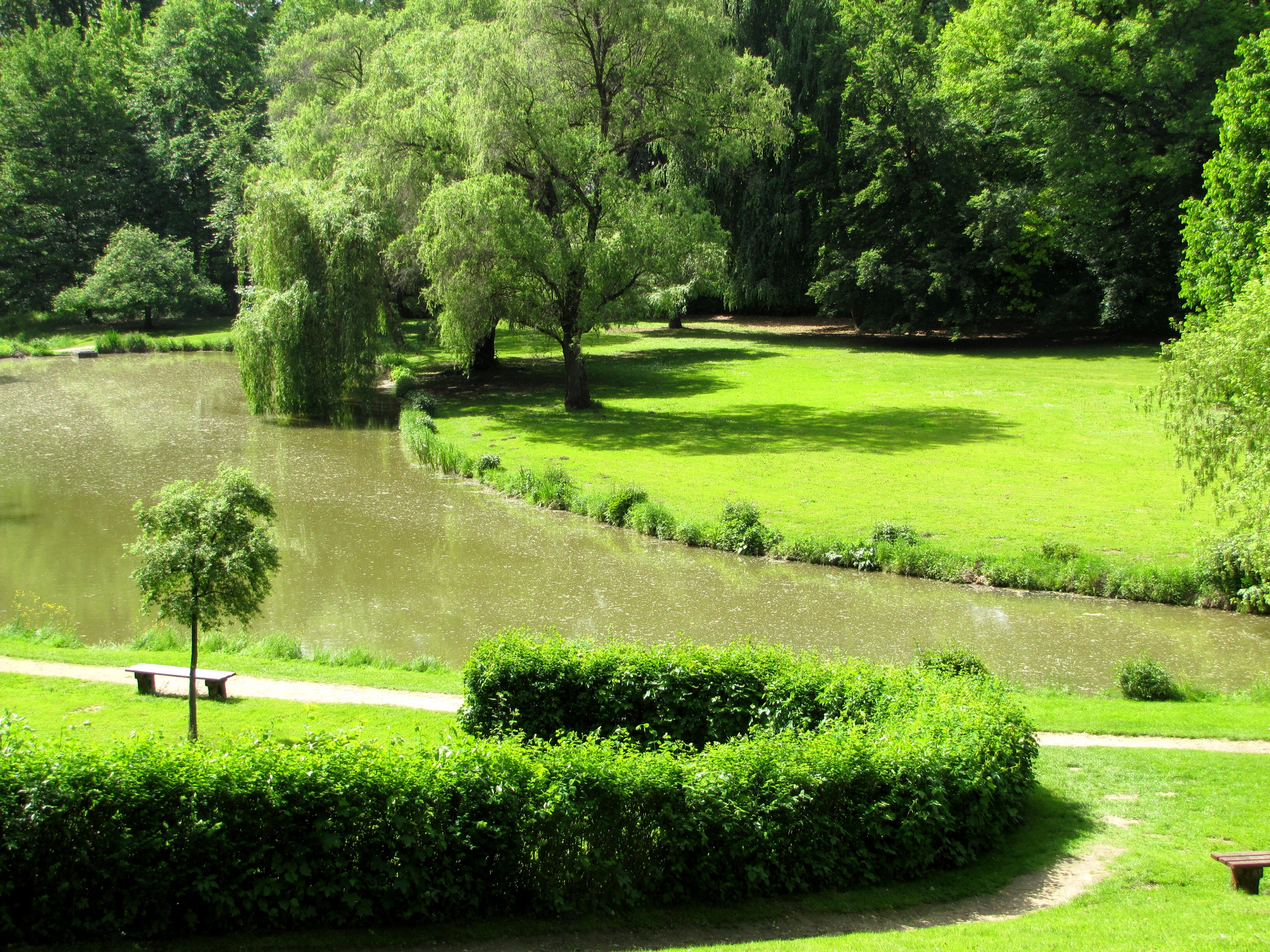
Rybník v parku

### Údržba rybníka
Roku 2009 proběhla zatím poslední revitalizace rybníka. Práce trvaly dva měsíce a celkem stály 300 tisíc korun. Zámek pro tuto akci získal dotaci v rámci Operačního programu Životní prostředí.
Přípravy byly komplikované, jelikož byl v rybníce zjištěn výskyt chráněných živočichů raka říčního (v rybníku jich bylo 22) a škeble rybniční (více než 150 jedinců). V polovině července byl rybník vyloven a zcela vypuštěn. Poté odborníci zbavili rybník bahnitého sedimentu a místní rybáři opravili hráz a dočistili přítok a odtok rybníka. Vytažený bahnitý sediment byl uložen na louce vedle rybníka, za potokem, kde postupně vyschl a byl upraven do rovnoměrné vrstvy po celé ploše louky. Ta se do roka zazelenala udržovaným trávníkem. Břehy rybníka byly v tomtéž roce (2009) zpevněny štěrkem. Raci a škeble byli na závěr revitalizace vráceni zpět do vyčištěného rybníka a na jaře roku 2010 je doplnila ještě další, nová rybí osádka.

## Živočichové a rostliny
V rybníku a v jeho okolí žije mnoho druhů živočichů i rostlin (některé druhy brouků, korýšů, hlodavců, vážek, ryb, ploštic a ptáků; orobince). Ke hladině rybníka také občas přilétají volavky popelavé, ledňáčci říční, a často kachny divoké. Vyskytují se zde i chránění živočichové jako rak říční a škeble rybničná.
| BROUCI        | KORÝŠI    | HLODAVCI        |
| ------------- | --------- | --------------- |
| Vírník obecný | Rak říční | Ondatra pižmová |

| HADI            | MĚKKÝŠI         | KROUŽKOVCI       |
| --------------- | --------------- | ---------------- |
| Užovka obojková | Bahnatka malá   | Pijavka bahenní  |
| Užovka hladká   | Bahnivka rmutná | Pijavka koňská   |
|                 | Škeble rybničná | Pijavka lékařská |

| VÁŽKY              | RYBY               | PLOŠTICE           | PTÁCI            |
| ------------------ | ------------------ | ------------------ | ---------------- |
| Šidélko ruměnné    | Tlostolobik bílý   | Klešťanka obecná   | Ledňáček říční   |
| Šídlatka páskovaná | Tlostolobec pestrý | Splešťule blátivá  | Volavka popelavá |
| Motýlice obecná    | Sumec velký        | Znakoplavka obecná | Kachna divoká    |
| Vážka ploská       | Štika obecná       | Vodoměrka štíhlá   |                  |
| Lesklice měděná    | Kapr obecný        |                    |                  |
| Šidélko modré      | Amur bílý          |                    |                  |

| OROBINCE             |
| -------------------- |
| Orobinec širokolistý |
| Orobinec úzkolistý   |

## Význam rybníka pro obyvatele a krajinu
Vizovický zámek a Zámecký park spolu s rybníkem jsou hojně navštěvovanými turistickými místy. Rybník slouží především jako okrasa Zámecké zahrady, ale s rybářskou licencí a dobrým vybavením je na něm možno rybařit. V zimě, kdy se na hladině rybníka vytvoří silná (alespoň jednometrová) vrstva ledu, si Vizovjané a návštěvníci vizovického zámeckého parku mohou na rybníku zabruslit.
| Název          | Tvar | Rozloha | Hloubka              | Účel    |
| -------------- | ---- | ------- | -------------------- | ------- |
| Zámecký rybník | Slza | 2409 m2 | 3 m (nejhlubší místo | Okrasný |